# مایکل بوون (هنرپیشه)
مایکل بوون (انگلیسی: Michael Bowen؛ زادهٔ ۲۱ ژوئن ۱۹۵۷) هنرپیشه اهل ایالات متحده آمریکا است.
از فیلم‌هایی که وی در آن نقش داشته‌است، می‌توان به دره دختر (فیلم ۱۹۸۳)، بیل را بکش بخش ۱، جکی براون، جنگوی آزادشده، استراحتگاه خصوصی، سربلند، دختر مرده، مرگ و زندگی بابی زد، عشق و ای ۴۵، انتقام یک سرباز، ماجرای هسن و کمتر از صفر اشاره کرد.